# Agelasta estrellae
Agelasta estrellae är en skalbaggsart som beskrevs av Hüdepohl 1985. Agelasta estrellae ingår i släktet Agelasta och familjen långhorningar.
Artens utbredningsområde är Filippinerna. Inga underarter finns listade i Catalogue of Life.